# Normandin (Québec)
Pour les articles homonymes, voir Normandin.
Normandin est une ville du Québec comptant 3137 habitants. Elle est située dans la municipalité régionale de comté de Maria-Chapdelaine, dans la région administrative du Saguenay–Lac-Saint-Jean.
Malgré une forte décroissance démographique, la municipalité joue toujours un rôle de centre de services pour les 5 localités à vocations agricole et forestière qui l'entourent. On y retrouve effectivement une école secondaire, un CLSC et un CHSLD. La ville est reconnue comme un territoire agricole où les cultures, principalement fourragères, sont exceptionnelles étant donné le climat rigoureux. En 1936, Agriculture Canada construisit à Normandin une ferme expérimentale toujours active aujourd'hui et maintenant sous la responsabilité du Centre de recherche et de développement sur les sols et les grandes cultures (CRDSGC),

## Histoire

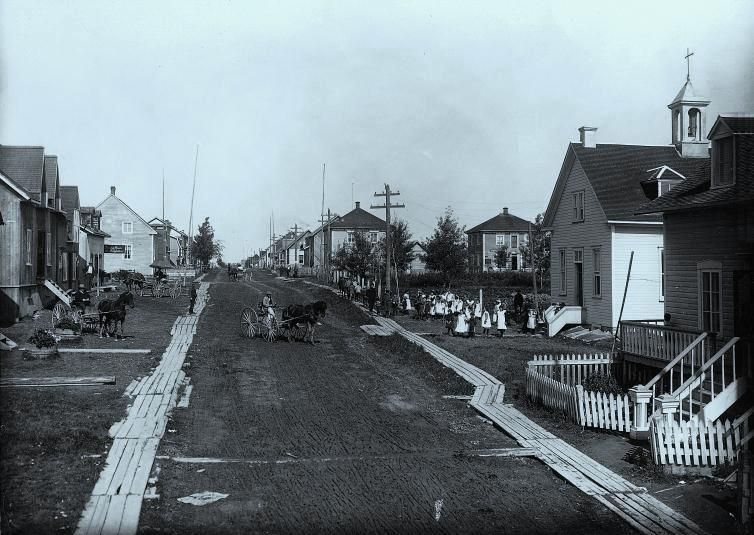
En 1906.

Normandin doit son nom à l'arpenteur Joseph-Laurent Normandin. Son histoire remonte à 1878 avec l'arrivée des premiers colons. Normandin élisait, en 1890, son premier maire, Alphonse Laliberté. En 1926, le village était érigé en municipalité distincte du canton et c'est le notaire Joseph Sylvio Narcisse (J.S.N.) Turcotte qui occupa la fonction de premier magistrat.
La ville de Normandin a été créée en mars 1979, à la suite de la fusion de la municipalité du Village de Normandin avec celle du Canton de Normandin. La première élection a été tenue en novembre 1979, et Ange-Aimé Thibeault remporta celle-ci devenant maire de la nouvelle ville de Normandin.

### Chronologie municipale
- 18 avril 1890 : Érection des cantons-unis de Normandin et d'Albanel.
- 26 avril 1926 : Érection du village de Normandin de la scission du canton.
- 10 mars 1979 : Érection de la ville de Normandin de la fusion du canton de Normandin et du village de Normandin.

## Géographie
La rivière Ashuapmushuan délimite l'ouest de la municipalité et y coule vers le nord-ouest.
La rivière Ticouapé en traverse le nord-est puis en délimite le nord-est, vers le sud-est jusqu'à sa confluence avec la rivière du Dix, un affluent de la rivière Ticouapé qui délimite le nord-est, puis coule vers le sud-est.
La rivière aux Aulnes traverse le nord vers le sud-est jusqu'à sa confluence avec la rivière Ticouapé.

## Démographie
| 1901 | 1911  | 1921  | 1931  | 1941  | 1951  | 1956  |
| ---- | ----- | ----- | ----- | ----- | ----- | ----- |
| 930  | 1 528 | 2 416 | 3 003 | 3 100 | 3 901 | 4 166 |

| 1961  | 1966  | 1971  | 1976  | 1981  | 1986  | 1991  |
| ----- | ----- | ----- | ----- | ----- | ----- | ----- |
| 4 246 | 4 026 | 3 823 | 3 844 | 4 041 | 4 069 | 3 957 |

| 1996  | 2001  | 2006  | 2011  | 2016  | 2021  | - |
| ----- | ----- | ----- | ----- | ----- | ----- | - |
| 3 873 | 3 524 | 3 220 | 3 137 | 3 033 | 2 991 | - |

## Administration
Les élections municipales se font en bloc pour le maire et les six conseillers.
| Normandin Maires depuis 2003                                                                                         |                    |                 |          |
| Élection | Maire              | Qualité         | Résultat |
| 2003 | Lucien Guillemette |                 | Voir     |
| 2005 | Lucien Guillemette | Voir            |          |
| 2009 | Lucien Guillemette | Voir            |          |
| 2013 | Mario Fortin       |                 | Voir     |
| 2017 | Mario Fortin       | Voir            |          |
| 2021 | Daniel Boisclair   |                 | Voir     |
| oct. 2022 | François Potvin    | Maire suppléant | Voir     |
| nov. 2022 | Denis Bourgeault   | Maire suppléant | Voir     |
| nov. 2022 | Jean Morency       |                 | Voir     |
| Élection partielle en italique Depuis 2005, les élections sont simultanées dans toutes les municipalités québécoises |                    |                 |          |

## Lieux et monuments
- Le site touristique de la Chute à l'Ours.
- La ferme expérimentale de Normandin.
- Monument des pionniers dans le parc du centre-ville, une œuvre de Stanislas d'Haese.
- L'obélisque à la mémoire de Joseph-Laurent Normandin, érigé à l'été 2003 au parc du centre-ville.
- Église de Normandin

## Sport
- Les Éperviers de Normandin, équipe évoluant la Ligue de Hockey Junior AA du Saguenay-Lac-St-Jean.
- La Classique de Volleyball de la Chute à l'Ours se tenant à chaque année depuis 2001, pendant le mois d'août, accueille des équipes des quatre coins du Canada[5].
- Le Tournoi Midget-Junior Justin Saint-Pierre, un tournoi de hockey mineur qui a lieu chaque année, pendant 2 fins de semaine consécutives. Des équipes de calibre midget A et B ainsi que junior AA, A et B s'y affrontent, venant de tout le Québec[6].
- Le Tournoi de balle donnée, qui a généralement lieu la première fin de semaine de juillet, se déroulant sur trois jours.
- Le Festival du Quad, un rallye de VTT ayant lieu chaque année durant la première fin de semaine suivant la fête du travail.
- La Véloroute des Bleuets, dont 21 kilomètres sont sur le territoire de Normandin.

## Culture
- 2025 Le sculpteur Roger Langevin a été sélectionné en mai, pour réaliser une œuvre dédiée à André Fortin leader et chanteur du groupe Les Colocs elle sera installée en novembre 2025 au Parc du Centenaire à Normandin (Québec)[7].
- La troupe de théâtre Les Zanimés. La troupe propose chaque année, depuis 1992, un spectacle estival.
- La bibliothèque municipale, fondée en 1972. Des expositions d'œuvres d'artistes locaux et extérieurs s'y déroulent régulièrement, ainsi que des conférences et ateliers thématiques.
- Le Tacon Site des Jardins[8], est installé aux Grands jardins de Normandin. Il est le dixième monument à l'effigie de l'emblème animalier à être implanté sur le territoire par le collectif d'artistes Interaction Qui dans le cadre de la Grande Marche des Tacons Sites. Il est inauguré le 15 août 2006 sous le thème des jardins, espaces où la nature se donne à voir. 125 employés de Béton Préfabriqué Du Lac se sont accordés un moment de poésie durant une journée de travail pour cueillir une pensée personnelle qu'ils ont offerte en toute simplicité. Les artistes ont réalisé 125 fleurs de béton et inscrit sur chacune de ces fleurs les phrases que chacun des employés leur avaient confiées. Ce jardin de fleurs de béton est installé aux Grands Jardins de Normandin[9].

Tout ce qui est végétal dans le royaume va progressivement se changer en pierre.

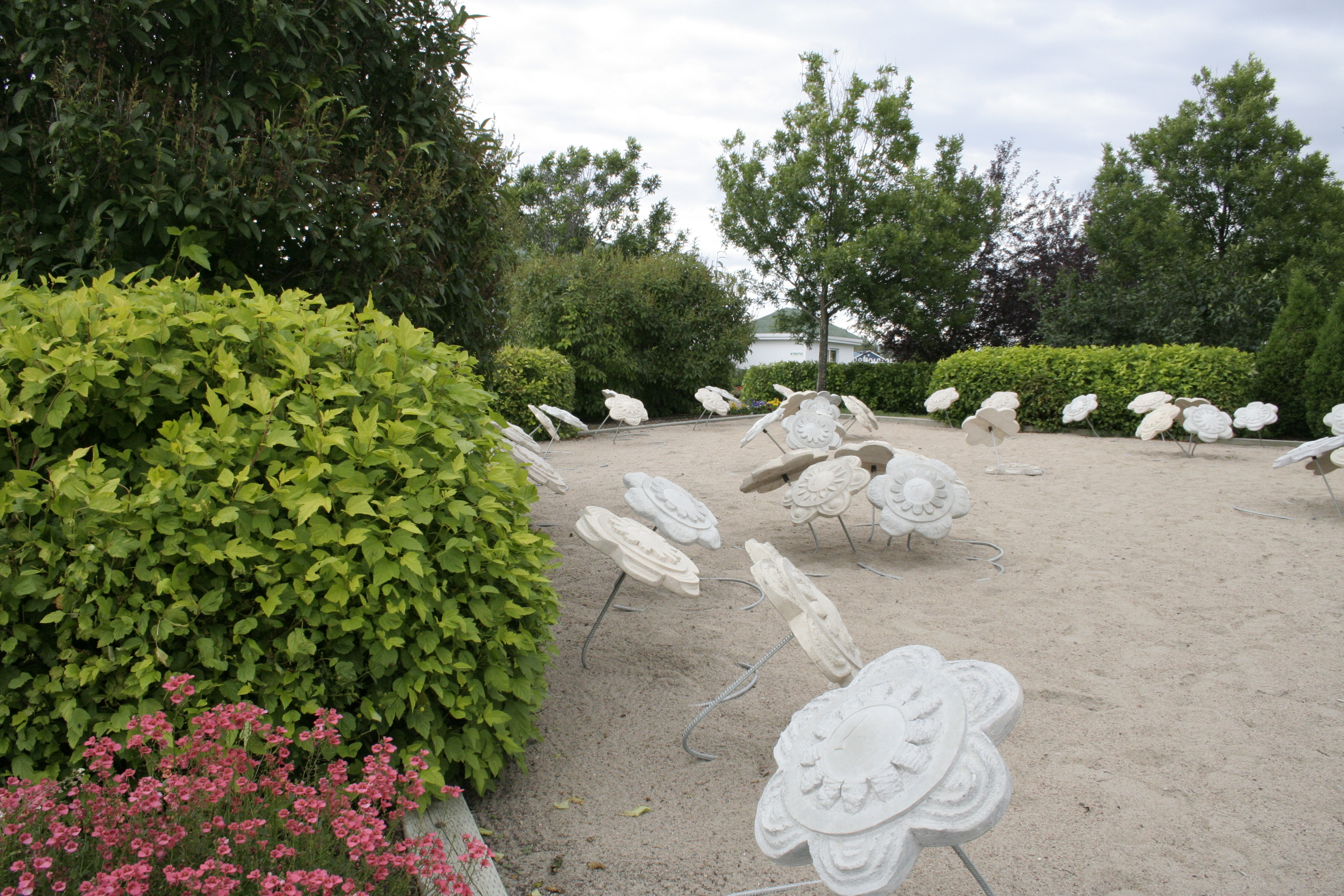
125 fleurs de béton, 2006
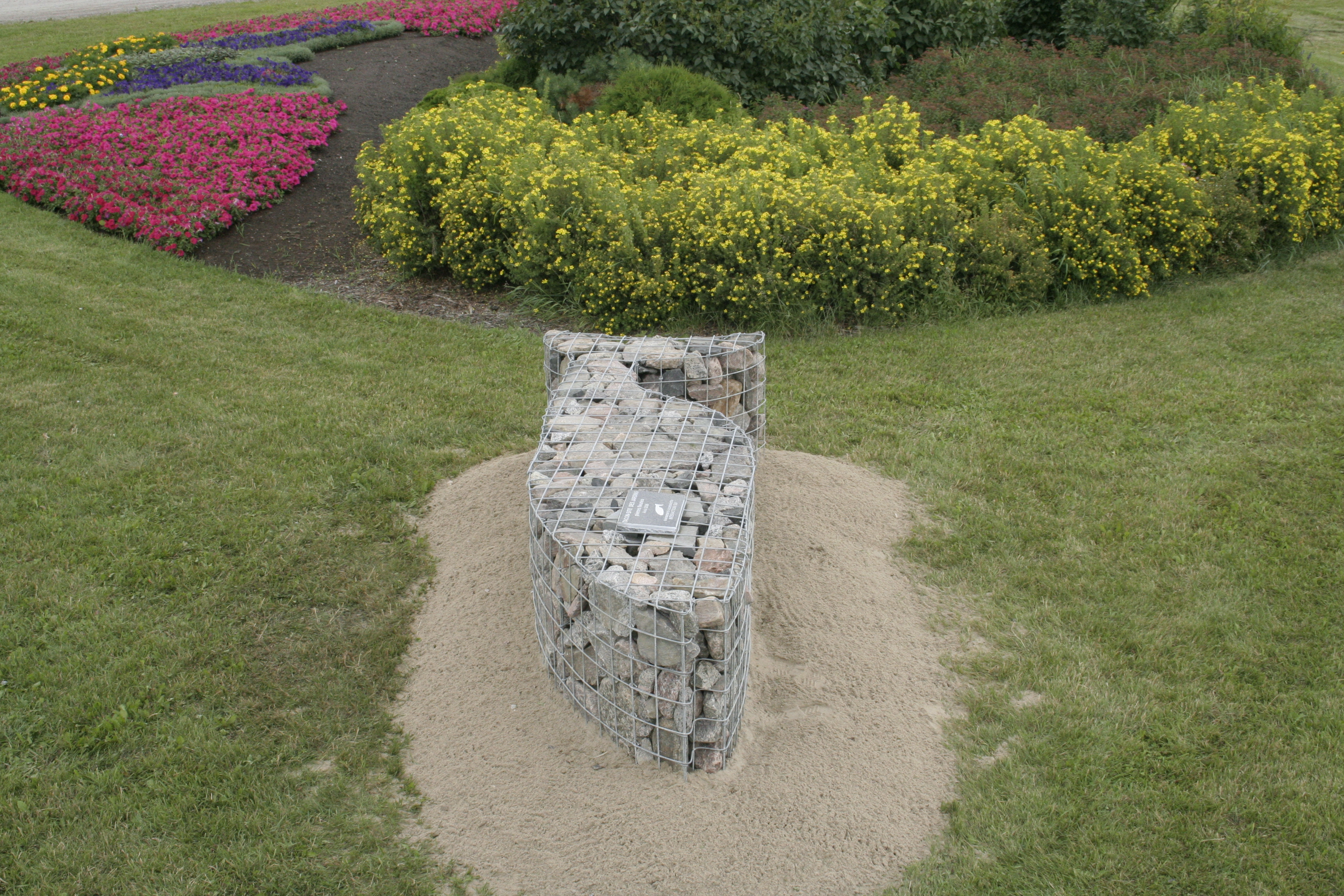
Tacon Site des Jardins, 2006
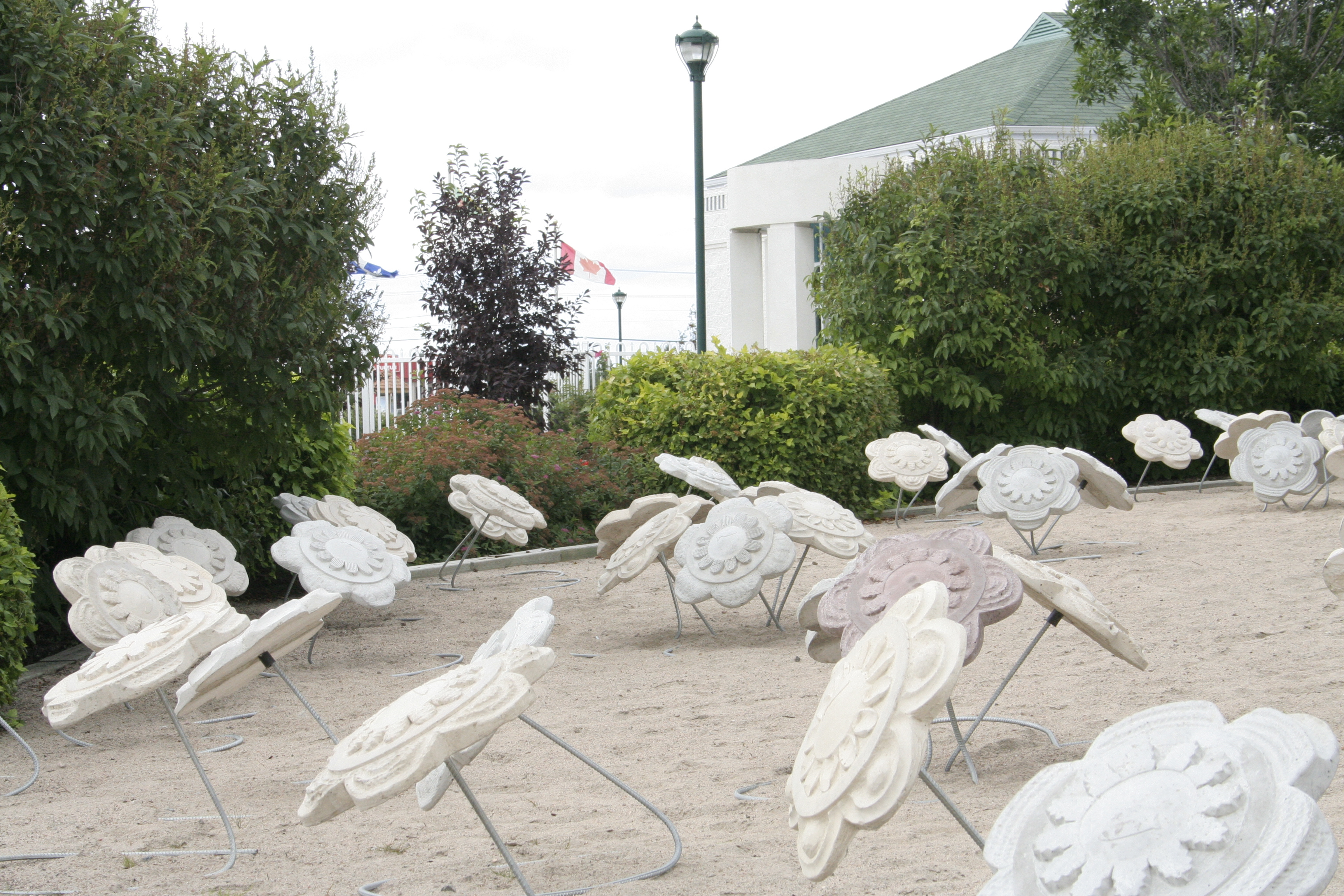
125 fleurs de béton, 2006

## Personnalités
- Eugène Bussière, qui connut une importante carrière diplomatique et universitaire.
- André (Dédé) Fortin, chanteur du groupe les Colocs. L'artiste, né à Saint-Thomas-Didyme, passa la majeure partie de sa jeunesse à Normandin. La rue Saint-Cyrille, avec son développement immobilier des années 1980 et 1990, est évoquée dans la chanson du groupe La rue principale en 1993.
- Pierre Mailloux, psychiatre mieux connu sous le nom médiatique du Doc Mailloux.
- Jacynthe Côté, chef de la direction de Rio Tinto Alcan[10] jusqu'en 2014. Elle est ensuite devenue, en 2018, la première femme à être nommée présidente du conseil d'administration d'Hydro-Québec.
- Philippe Paradis, 1er choix des Hurricanes de la Caroline au repêchage de 2009 de la LNH (27e au total).
- Michel Laprise, journaliste au Réseau des sports (RDS) depuis 2007[11].
- Rodrigue Tremblay, saltimbanque de renommée internationale, ayant déjà collaboré avec le Cirque du Soleil. Il est le fondateur des Productions Éclats de Rire et du Cirque Akya[12].
- Roméo Bouchard, fondateur et président de l'Union paysanne de 2001 à 2004.
- Lucie Gascon, harpiste et compositrice[13],[14].